# WTA-toernooi van Arcachon
Het WTA-toernooi van Arcachon was een eenmalig tennistoernooi voor vrouwen dat van 10 tot en met 16 juli 1989 plaatsvond in de Franse kustplaats Arcachon. De officiële naam van het toernooi was Arcachon Ladies Cup.
De WTA organiseerde het toernooi, dat in de categorie "Tier V" viel en werd gespeeld op gravel.
Er werd door 32 deelneemsters gestreden om de titel in het enkelspel, en door 16 paren om de dubbelspeltitel. Aan het kwalificatietoernooi voor het enkelspel namen 32 speelsters deel, met vier plaatsen in het hoofdtoernooi te vergeven.

## Finales

### Enkelspel
| Datum      | Naam                | Cat.   | ($)     | Ondergrond     | Winnares       | Verliezend finaliste | Uitslag       |
| ---------- | ------------------- | ------ | ------- | -------------- | -------------- | -------------------- | ------------- |
| 1989-07-10 | Arcachon Ladies Cup | Tier V | 100.000 | gravel, buiten | Judith Wiesner | Barbara Paulus       | 6-3, 6-7, 6-1 |

### Dubbelspel
| Datum      | Naam                | Cat.   | ($)     | Ondergrond     | Winnaressen                       | Verliezend finalistes       | Uitslag  |
| ---------- | ------------------- | ------ | ------- | -------------- | --------------------------------- | --------------------------- | -------- |
| 1989-07-10 | Arcachon Ladies Cup | Tier V | 100.000 | gravel, buiten | Sandra Cecchini Patricia Tarabini | Mercedes Paz Brenda Schultz | 6-3, 7-6 |